# Пао

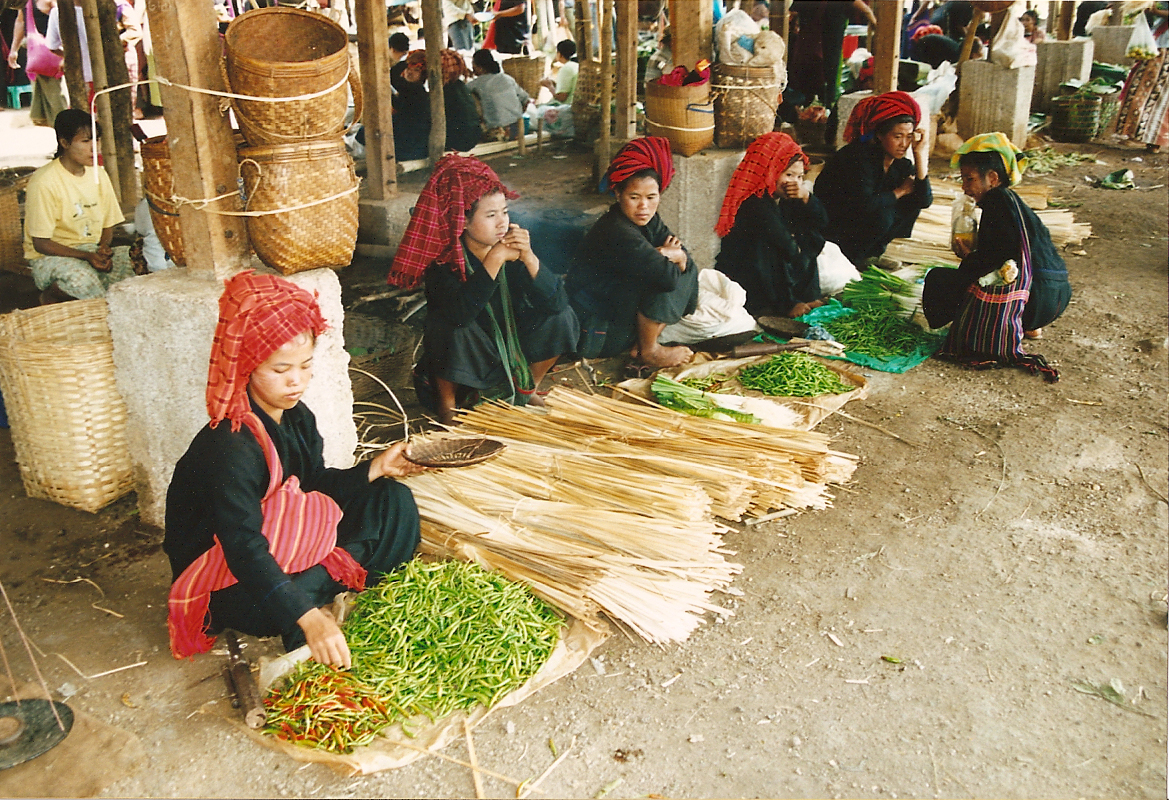
Женщины пао продают овощи на рынке

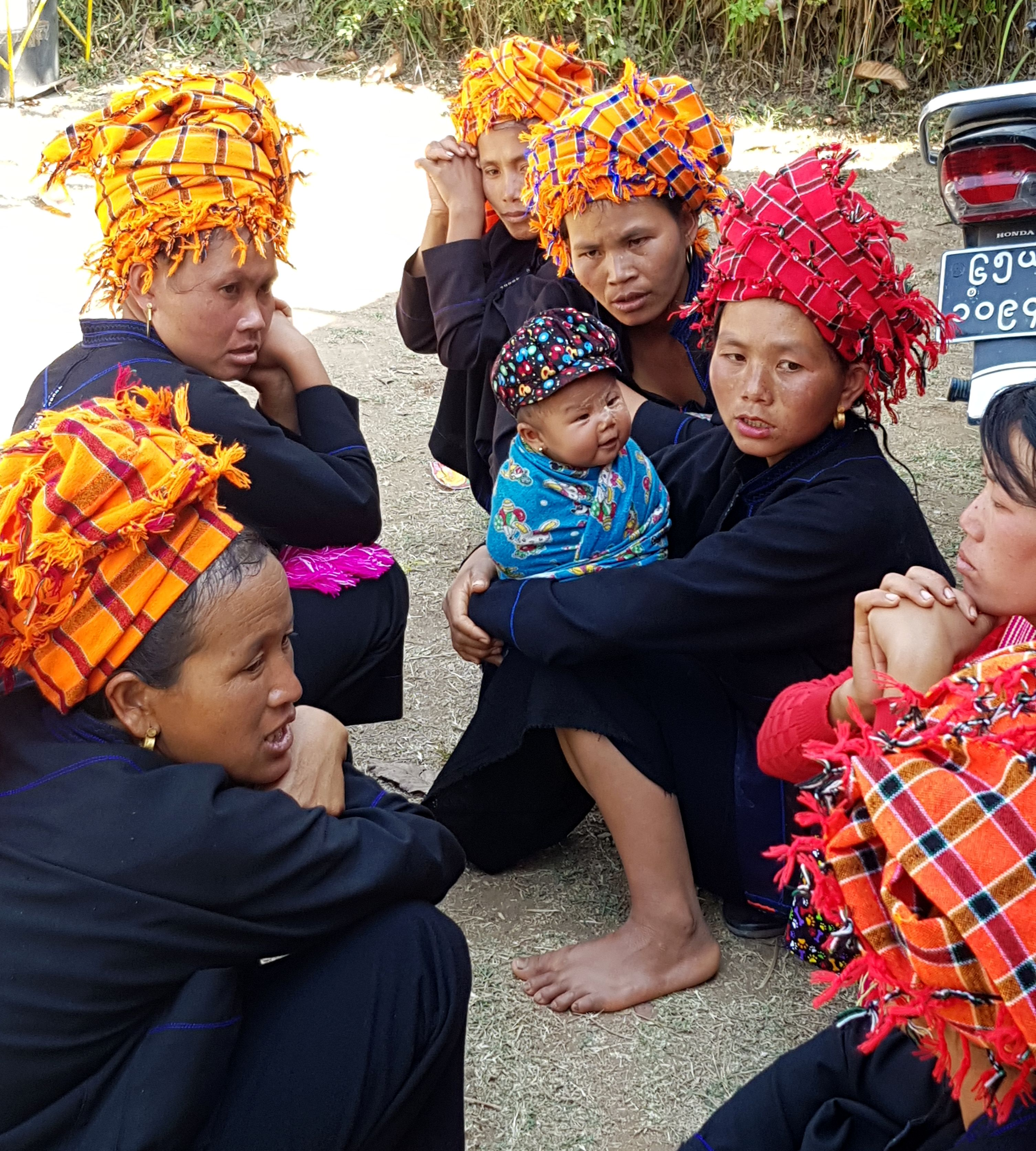
Женщины пао

Пао (бирм. ပအိုဝ်းလူမျိုး, или бирм. တောင်သူ; шан. ပဢူဝ်း) — седьмой по численности народ Мьянмы с численностью от 1,8 до 2 млн чел.

## История
Пао поселились в мьянманском районе Тхатон около 1000 г. до н. э. Исторически, пао носили цветную одежду до тех пор, пока король Анавратха не победил монского короля Макуту. После этого пао были порабощены и носили одежду, покрашенную индиго, чтобы показать своё положение.

## Народ
Пао являются вторым по численности народом штата Шан. Они также проживаюь в штатах Карен, Кая, Мон и округе Пегу. Много современных пао сбежали в провинцию Мэхонгсон в северном Таиланд из-за продолжающихся военных конфликтов в Мьянме. Народ принадлежит к тибето-бирманской группе и разделяет язык и культуру каренов.

### Подгруппы
Народ пао состоит из двух групп: равнинные пао, проживающие в основном в Тхатоне, и высокогорные пао, живущие в Таунгу. Считается, что существует 24 подгруппы пао:
- Хтири
- Джамзам
- Чаук пао
- Кхрай
- Кхунлон
- Кхонлонтаньяр
- Кон джам
- Лой ай
- Падаунг
- Пахтом
- Па нэ
- Пан нанм
- Нан кай
- Микон
- Миклан
- Та кёр
- Тарет
- Тахтве
- Татаук
- Таунгтхар
- Тайям
- Та ное
- Варпхрарей
- Интай

## Сельское хозяйство
Пао занимаются разведением деревьев тханапет, лука, чеснока, чили, картофеля, риса, арахиса, бобов, семян кунжута, горчицы и зеленого чая.

## Национальный праздник
Национальный день пао отмечается в полнолуние Табаунга (12-й месяц мьянманского календаря), то есть в марте. Национальный день пао также призван вспоминать предков и лидеров, таких как король Сурийя Джантхар. Этот день отмечается парадом и фестивалем, проходящем в Таунгу.